# Збишек
Збишек (пол. Zbyszek) — село в Польщі, у гміні Щерцув Белхатовського повіту Лодзинського воєводства.
Населення — 17 осіб (2011).
У 1975-1998 роках село належало до Пйотрковського воєводства.

## Демографія
Демографічна структура станом на 31 березня 2011 року:
|          | Загалом | Допрацездатний вік | Працездатний вік | Постпрацездатний вік |
| -------- | ------- | ------------------ | ---------------- | -------------------- |
| Чоловіки | 8       | 1                  | 5                | 2                    |
| Жінки    | 9       | 2                  | 2                | 5                    |
| Разом    | 17      | 3                  | 7                | 7                    |